# Museum für historische Wehrtechnik
Das Museum für historische Wehrtechnik e. V. (im Folgenden kurz Wehrtechnikmuseum genannt) ist ein Museum im Landkreis Nürnberger Land.

## Geschichte des Museums
Nach der Gründung eines gemeinnützigen Trägervereins im Februar 1983 wurde die erste Dauerausstellung im Juni 1984 auf einem überlassenen Gelände des Halbzeugwerks der Diehl Stiftung in Röthenbach an der Pegnitz eingerichtet. Waren die Exponate damals in einem einzigen Gebäude untergebracht, wurde die Ausstellungsfläche in den letzten Jahren um drei weitere Gebäude und eine große Außenfläche auf momentan über 1000 m² erweitert (Stand 2006).

## Zielsetzung des Museums
Das Wehrtechnikmuseum dient der Aufklärung und Dokumentierung des militärtechnologischen Fortschritts des 19. und 20. Jahrhunderts. Unabhängig von Gründen für kriegerische Auseinandersetzungen soll die Technik von Angriffswaffen und Verteidigungsmöglichkeiten betrachtet werden.
Zudem widmet sich das Wehrtechnikmuseum der Instandsetzung und -haltung historischer Geräte und Fahrzeuge und bietet auch Hilfe an bei der Identifizierung militärhistorischer Gegenstände.

## Dauerausstellungen
Der Schwerpunkt der Dauerausstellungen liegt auf der Darstellung der Geschichte von Kriegstechnik des 19. und 20. Jahrhunderts.
Im Wehrtechnikmuseum findet der Besucher nicht nur mit 120 m² eine der größten öffentlich zugänglichen Munitionssammlungen in Deutschland, sondern auch Infanteriewaffen, Optiken und Richtmittel, drahtgebundenes Nachrichtengerät und Funkgeräte, Flugzeug- und Panzerabwehrmittel, Rohr- und Raketenartillerie, Festungsgerät, Sanitäts- und Luftschutzgerät sowie Materialien zum Gaskrieg.
Auf der Außenfläche stellt das Wehrtechnikmuseum Feldhaubitzen, Flugabwehrkanonen und andere Geschütze aus dem Zweiten Weltkrieg aus.

## Sonderausstellungen
Sonderausstellungen beschäftigen sich außerdem mit ausgewählten Exponaten des Museums und der wehrtechnischen Geschichte Nordbayerns und Bayerns.
Neben der umfangreichen Dauerausstellung gibt es zudem Sonderausstellungen (im Folgenden eine Auswahl) mit meist regionalem Bezug:
- Deutsche Flugzeug-Bordfunkgeräte im Zweiten Weltkrieg (1988)
- Taschenpistolen der Offiziere im Kaliber 6,35 mm (1992)
- Instrumententafeln aus Militärflugzeugen (1994)
- Horchstelle Lauf (1996)
- Rüstungsprodukte aus dem Nürnberger Raum 1914–1945 (1997)
- Nachrichtengeräte in West- und Atlantikwall (1998)
- Ausrüstung der Verteidiger der Fürther „Westfront“ am 19. April 1945 (1998)
- „Vom Stahlhelm zum Jaucheschöpfer“ – Umnutzung von Rüstungsmaterial nach 1945 (1999)
- Militärhelme in Bayern von 1850 bis 1990 (2000)
- Modelle – Panzerzüge 1:35 und Panzer 1:10 aus Holz (2001)
- Scrap Collecting Point Roethenbach (2002)
- 50 Jahre Feuerwerker in Nordbayern (2004)
- Heeresmunitionsanstalt Feucht – Daten und Dokumente (2006)

## Forschungsarbeiten
Das Wehrtechnikmuseum führt aktiv oder unterstützend Untersuchungen zu verschiedenen Themen militärhistorischen Interesses durch. Hierzu gehören unter anderem im Rahmen der Dokumentierung des Luftkriegs in Nordbayern die Untersuchung von Flugzeugabstürzen und Luftverteidigung von Nürnberg, aber auch allgemeine Hilfe bei Bombenfunden in Deutschland und der Kartographierung von Bunkeranlagen in Frankreich, Italien, Spanien und Norwegen.

## Verbindungen
Es besteht eine enge Verzahnung des Wehrtechnikmuseums mit dem Bund deutscher Feuerwerker und Wehrtechniker e.V.; viele Mitglieder des Trägervereins sind aktive oder ehemalige Feuerwerker.
Erkenntnisse aus der Forschungsarbeit des Museums werden in unregelmäßiger Folge nicht nur in Sonderausstellungen präsentiert, sondern auch in einem assoziierten Verlag (Werner Sünkel Geschichte+Technik) in unregelmäßiger Folge veröffentlicht.